# Polymeri
Polymeri är inom kemin ett begrepp som betecknar att kemiska föreningar kan ha samma procentuella elementarsammansättning men ändå ha olika molekylvikt.
Polymeri är också en term inom ärftlighetsläran och innebär att två eller flera dominanta gener har likartad inverkan på en gemensam yttre egenskap.